# Сеид Абдумалик
Сеид Абдумалик-хан Катта-Тура (1848 — 1909) — представитель правящей бухарской узбекской династии мангытов, гузарский бек в Бухарском эмирате.
Будучи недовольный политикой своего отца — Эмира Бухары Музаффара, организовал мятеж против него и участвовал в национально-освободительной борьбе против Российской армии в Бухарском эмирате.
Считался серьезным претендентом на бухарский престол вплоть до воцарения своего брата, эмира Сеид Абдулахад-хана.

## Биография
Сеид Абдумалик родился в 1848 году, был старшим сыном эмира Музаффара, а его матерью была персиянка Хаса Зумрад, одна из четырех законных жен эмира. В 1860-е годы занимал должность бека Гузара и был женат на дочери афганского эмира Шир-Али-хана.
В 1868 г., после поражения войск эмира под Самаркандом, пытался захватить престол отца в Бухаре, но был разбит и бежал сначала в Карши, где у него было много сторонников, а затем, в декабре 1868 г., — в Хиву. После этого он некоторое время жил в Кашгарии, в крепости Янги-Хисар (1873), затем в Кабуле (1880), и наконец, поселился в Индии, где проживал на английский счет. Абд ал-Малик считался серьезным претендентом на бухарский престол вплоть до воцарения эмира Абд ал-Ахада. Скончался в 1909 г. в Пешаваре.

## Попытка захвата власти в Бухаре
При правлении эмира Музаффара в 1868 году Бухарский эмират оказался под протекторатом Российской Империи. Несмотря на неоднократные попытки изменения военной тактики и поддержку турецких военных специалистов, бухарские войска трижды потерпели поражение в битвах при Ирджаре (1866), Чупан-ате (1868) и Зерабулаке (1868).
После сражения на Чупан-атинской возвышенности Российской армией был завоёван город Самарканд. Падение Самарканда произвело сильнейшее впечатление в Бухарском ханстве и вызвало взрыв негодования против эмира, не сумевшего организовать оборону «священного города». Во главе Сеид Абдумаликом было поднято знамя восстания в Гиссаре против своего отца и организовано освободительная борьба в Самарканде. К нему примкнули полунезависимые бек Шахрисабза — Бабабек и  бек Китаба — Джурабек. В Гиссар стали со всех сторон стекаться «борцы за веру». Восстание против эмира под лозунгом газавата против «неверных» ширилось очень быстро. В городах восточной территории Бухарского Эмирата были смещены наместники Музаффара.
В 1868 году заключение мира с Российской Империей и подписания Русско-бухарского договора на тяжёлых для Бухары условиях усилило народное недовольство политикой эмира Музаффара. Осенью того же года с новой силой разгорелось восстание под предводительством Сеида Абдумалика, пытавшегося захватить престол своего отца в Бухаре. 
Эмир обратился за помощью к Генералу-лейтенанту К. П. фон Кауфману,  который отправил ему на помощь войска под командованием генерала А.К. Абрамова. Войска А.К. Абрамова 27 октября 1868 года заняли Карши и в 1870 году Шахрисабзское и Китабское  бекства и возвратили их эмиру. Мятежники были разбиты.
Мирза Салимбек в своём сочинении "Тарих-и Салими" приводит следующее:

В Тимуровском Аксарае Абдалмалика объявили падишахом. В Шахрисабз со всех концов страны толпами стекались злоумышленники. Но последние просчитались. Благодетельный Бабабек, правитель Шарисабза, и Джура-бек, правитель Китаба, по причине увеличения сторонников туры насторожились и под предлогом, что со стороны Самарканда наступают русские и из Бухары выступил его величество эмир, они царевича выпроводили из Шахрисабза. Упомянутый тура, раскаившись за свои поступки, послал своему почтеннейшему отцу записку с просьбой простить его грехи. Эмир отклонил прощение. Тот тура, в отчаянии, потеряв надежду на трон своего благородного отца и полагаясь на поддержку кочевых племен и подданных, написал письма разным племенным вождям и некоторым правителям. Абдалмалик некоторое время вертелся вокруг, как циркуль, на окраинах государства Бухары в различных вилайатах богохранимой территории, но нигде не нашел поддержку.

## Бегство из Бухары и смерть
После провала мятежа Сеид Абдумалик бежал сначала в Хиву к Мухаммад Рахим-хану II. После этого он некоторое время жил в Кашгарии у Якуб-бека, в крепости Янги-Хисар (1873). После смерти Якуб-бека поселился в Британскую Индию, где проживал на английский счет. Скончался Сеид Абдумалик Катта-Тюря в 1909 г. в Пешаваре.